# Sayuri Yamaguchi
Sayuri Yamaguchi (山口 小百合 Yamaguchi Sayuri?), född 25 juli 1966, är en japansk tidigare fotbollsspelare.
Sayuri Yamaguchi debuterade för japans landslag den 6 september 1981 i en 0–4-förlust mot England. Hon spelade 29 landskamper för det japanska landslaget. Hon deltog bland annat i fotbolls-VM 1991.